# Bodo Plachta
Bodo Plachta (* 1956) ist ein deutscher Germanist und Autor.

## Leben
Plachta studierte an der Westfälischen Wilhelms-Universität Münster und an der Universität Osnabrück.
Er promovierte 1982 und habilitierte sich 1993 in Osnabrück.
Plachta arbeitete als Germanist an der Universität Osnabrück, der Technischen Universität Darmstadt, der Technischen Universität Braunschweig und der Freien Universität Amsterdam.
Er lehrte an der Universität Osnabrück Neuere Deutsche Literatur und Editionswissenschaft.
Plachta war von 2006 bis 2022 Sprecher der „Arbeitsgemeinschaft für germanistische Edition“.
Zusammen mit Rüdiger Nutt-Kofoth ist er Herausgeber von editio. Internationales Jahrbuch für Editionswissenschaft.

## Forschungsinteressen
Plachta arbeitet besonders auf dem Gebiet der Literatur des 18. und 19. Jahrhunderts, der Editionswissenschaft, der Zensur- und Buchgeschichte und der Operntexte des 17. und 18. Jahrhunderts.
Er forscht über den Literaturbetrieb, über Literatur, Musik und Bildende Kunst und Exil.
Sein Interesse gilt der räumlichen Umgebung, in der Literaten, Musiker und Künstler leben und arbeiten.

## Auszeichnungen
1993 erhielt Plachta den Preis der Gallitzin-Stiftung.
Er bekam den Preis für seine Verdienste um die Erfassung und wissenschaftliche Auswertung des handschriftlichen Nachlasses der Droste und die Erstedition der Briefe an sie.

## Veröffentlichungen (Auswahl)
- Bodo Plachta: Editionswissenschaft: Handbuch zu Geschichte, Methode und Praxis der neugermanistischen Edition, Hiersemann, Stuttgart 2020, ISBN 978-3777220086
- Bodo Plachta, Achim Bednorz: Komponistenhäuser: Wohn- und Arbeitsräume berühmter Musiker aus fünf Jahrhunderten, Deutsche Verlags-Anstalt, München 2018, ISBN 978-3421040985
- Bodo Plachta, Achim Bednorz: Dichterhäuser: Mit Fotografien von Achim Bednorz, Konrad Theiss, Stuttgart 2017, ISBN 978-3806236125
- Bodo Plachta: Ernst Grumach und der ‚ganze Goethe‘. In: Roland S. Kamzelak u. a. (Hrsg.): Neugermanistische Editoren im Wissenschaftskontext. De Gruyter, Berlin und Boston 2011, ISBN 978-3-11-025136-4.
- Bodo Plachta, Angelika Fischer: Das Amsterdam des Klaus Mann (= wegmarken), Edition A. B. Fischer,  2011, ISBN 978-3937434384
- Bodo Plachta, Angelika Fischer: Annette von Droste-Hülshoff im Rüschhaus (= Menschen und Orte), Edition A. B. Fischer,  2009, ISBN 978-3937434261
- Bodo Plachta: Klaus Mann, Mephisto, Erläuterungen und Dokumente (= Reclams Universal-Bibliothek. Nr. 16060). Philipp Reclam jun., Stuttgart 2008, ISBN 978-3-15-016060-2.
- Bodo Plachta: Literaturbetrieb. Fink, Paderborn 2008, ISBN 978-3-8252-2982-5
- Bodo Plachta: Zensur. Reclam, Stuttgart 2006, ISBN 3-15-017660-3.
- Bodo Plachta: Der handschriftliche Nachlass der Annette von Droste-Hülshoff, Peter Lang, Frankfurt 1989, ISBN 978-3261039453